# Mittelberg

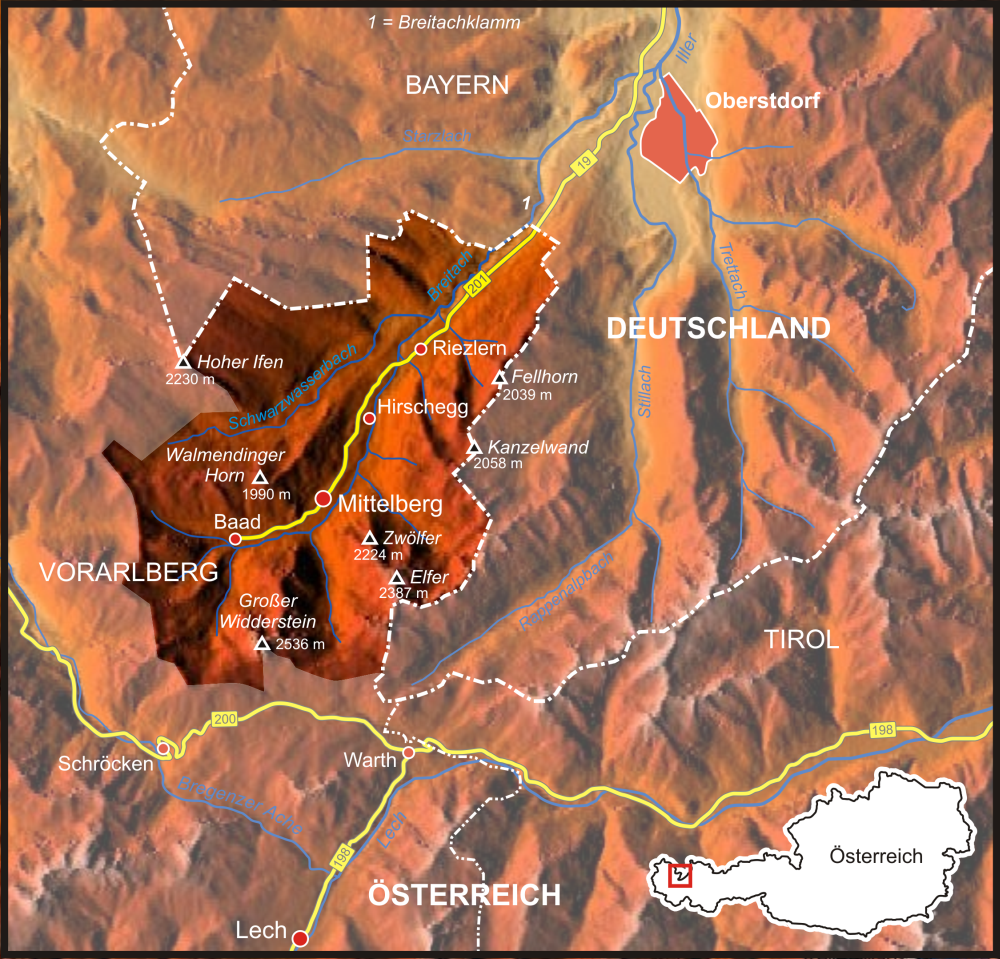
Karta.

Mittelberg är en kommun i distriktet Bregenz i förbundslandet Vorarlberg i Österrike. Den omfattar dalen Kleinwalsertal och består av tre orter (Ortschaften) (inom parentes invånarantal 1 januari 2024):
- Hirschegg (1 405)
- Mittelberg med ortsdelen Baad (1 631)
- Riezlern (2 072)

Kommunen saknar direkt vägförbindelse till övriga delar av Österrike, den enda vägförbindelsen går till Tyskland. Förr hade kommunen därför särskilda tullregler för att underlätta försörjningen, men inte längre från Österrikes EU-inträde 1995, eftersom nästan hela EU är en tullunion. Man hade också Tysklands D-mark som valuta istället för den österrikiska schillingen fram till eurons införande 2002. Fortfarande tillhör kommunen det tyska området för mervärdesskatt och har därför tyska momssatser.